# Carissa ovata
Espèce
Classification phylogénétique
Carissa ovata, aussi appelé carissa éperon, est une espèce de plantes à fleurs de la famille des Apocynaceae. C'est un arbuste qui pousse notamment en Australie et en Nouvelle-Calédonie.

## Description

### Aspect général
Carissa ovata est un petit arbuste (2 m en général, jusqu'à 4 m au maximum) d'apparence touffue et à branches dressées.
De grosses épines de 1 cm de long sont situées aux bifurcations des tiges et sont placées de manière perpendiculaire aux feuilles. Les branches se ramifient de manière symétrique tous les 10 cm environ, ce qui donne à l’arbuste une allure très dense.
Son écorce est vert foncé, rugueuse et le tronc possède de nombreuses lenticelles.

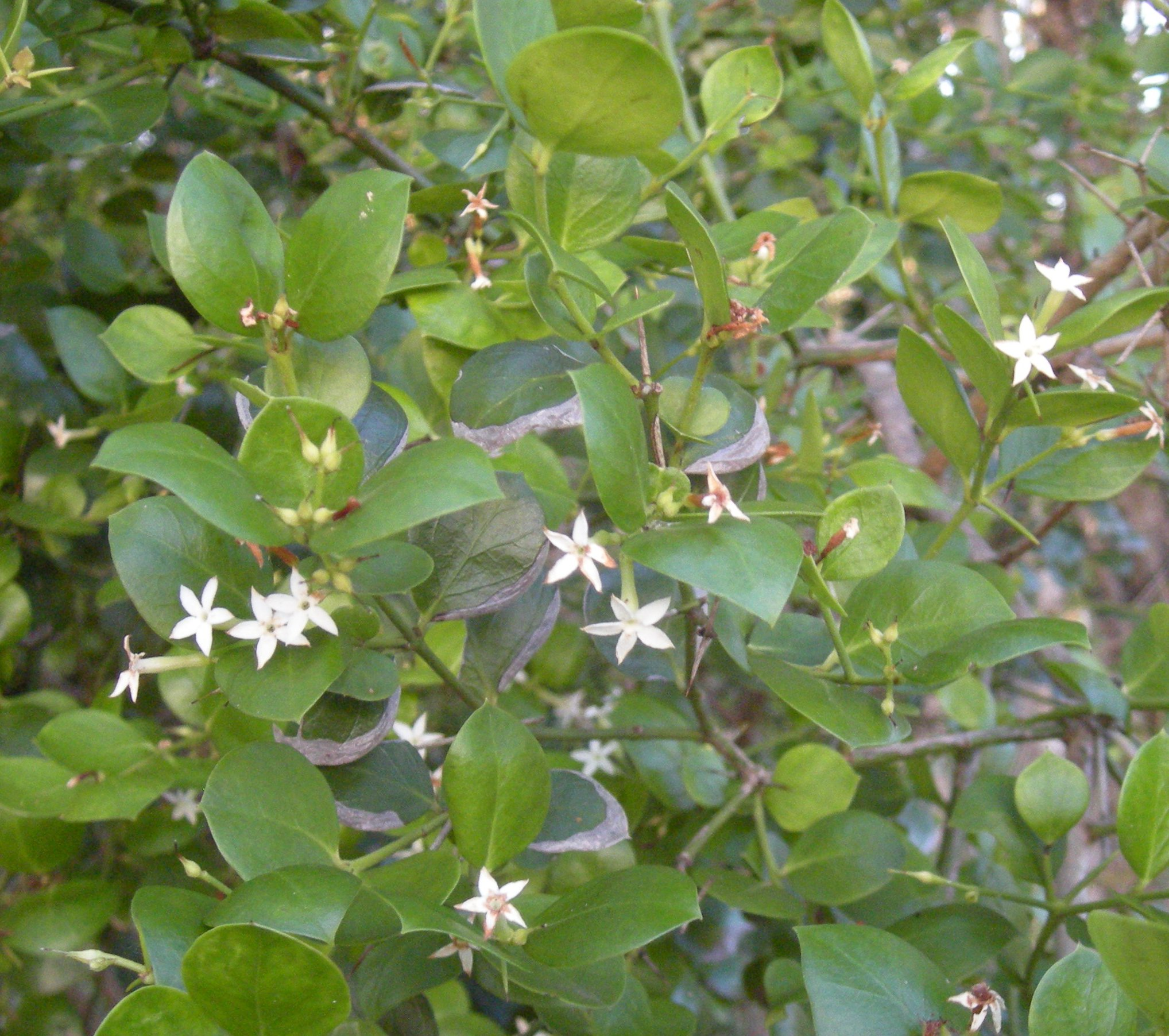
Fleurs et fruits.

### Feuilles
Les feuilles sont épaisses, coriaces, disposées face à face le long de la branche. Elles mesurent 1 centimètre de long et sont pointues aux extrémités et recourbées sur le côté, comme une cuillère. Elles sont de couleur vert foncé adultes et vert clair jeunes. Les nervures ne sont pas apparentes.

### Fleurs
Les fleurs, d'un centimètre de diamètre, sont de couleur blanche et présentent 5 pétales placés en rayon dont les extrémités sont pointues. Elles sont regroupées à l’extrémité des branches de manière dense et sont odorantes.

### Fruits
Les fruits sont des baies allongées de 12 à 15 mm de long sur 5 à 6 mm d’épaisseur. Ils sont pointus au sommet et n’ont qu’une seule graine. Ces fruits sont toxiques.

## Habitat
Cette espèce se trouve en forêt sèche et en forêt sur calcaire. Elle s'adapte à l'ombre comme au soleil.

## Écologie
Cette plante sert d'hôte à un papillon de nuit, le sphinx Nephele subvaria.